# Szőlősardó
Szőlősardó là một thị trấn thuộc hạt Borsod-Abaúj-Zemplén, Hungary. Thị trấn này có diện tích 10,66 km², dân số năm 2010 là 107 người, mật độ 10 người/km².